# Consiliul Suprem de Securitate (Republica Moldova)
Consiliul Suprem de Securitate al Republicii Moldova (CSS) este un organ consultativ care analizează activitatea ministerelor și departamentelor în domeniul asigurării securității naționale și prezintă Președintelui Republicii Moldova recomandări în probleme de politică externă și internă a statului. Consiliul Suprem de Securitate își desfășoară activitatea în temeiul Constituției Republicii Moldova, Legii securității statului, altor acte legislative și al prezentului regulament. 
Echivalentul românesc al acestei instituții de profil e Consiliul Suprem de Apărare a Țării. 

## Atribuțiile CSS-ului
1) acordă Președintelui Republicii Moldova consultații în probleme de securitate națională;
2) prezintă Președintelui Republicii Moldova recomandări în probleme de politică externă și internă a statului;
3) examinează:
a) proiectele de hotărîri pentru modificarea și completarea Concepției securității naționale, Doctrinei militare și Concepției politicii externe;
b) problemele privind elaborarea și realizarea Concepției reformei Forțelor Armate;
c) planul construcției Forțelor Armate;
d) planurile privind  dotarea cu armament, tehnică militară a Forțelor Armate, a organelor și subunităților afacerilor interne și securității statului;
e) problemele privind completarea Forțelor Armate;
f) planul de mobilizare a Forțelor Armate;
g) planul de mobilizare a economiei naționale în caz de război;
h) planurile de interacțiune între Ministerul Apărării, Ministerul Afacerilor Interne, Ministerul Securității Naționale și Departamentul Protecției Civile și Situațiilor Excepționale privind:
- susținerea Forțelor Armate în timp de pace și de război;
- diminuarea și lichidarea efectelor calamităților naturale și ale catastrofelor;
- menținerea și restabilirea ordinii de drept;
- paza obiectivelor strategice;
i) direcțiile principale de colaborare a Republicii Moldova cu alte state în domeniul politico-militar;
j) proiectele de acorduri internaționale în domeniul politico-militar;
k) rapoartele prezentate de conducătorii autorităților administrației publice cu atribuții în domeniul securității naționale;
4) prezintă propuneri privind dislocarea și redislocarea, în timp de pace, pe teritoriul național, a unităților militare, precum și privind participarea acestora în cadrul acțiunilor internaționale de menținere a păcii;
5) analizează situațiile care necesită:
a) declararea stării de urgență;
b) declararea stării de asediu;
c) declararea stării de război;
d) declararea mobilizării parțiale sau generale și demobilizării;
e) încheierea păcii după încetarea acțiunilor militare;
6) analizează activitatea: Ministerului Apărării, Ministerului Afacerilor Externe, Ministerului Afacerilor Interne, Ministerului Securității Naționale, Departamentului Protecției Civile și Situațiilor Excepționale, a altor ministere și departamente în domeniul securității naționale;
7) examinează mersul realizării decretelor și a altor decizii ale Președintelui Republicii Moldova în problemele securității naționale.

## Componența CSS-ului
Consiliul Suprem de Securitate se compune din: președinte și membri ai consiliului. 
1) Președinte al Consiliului Suprem de Securitate este Președintele Republicii Moldova.
2) Interimatul funcției de Președinte al Consiliului Suprem de Securitate se asigură, în conformitate cu art. 91 din Constituția Republicii Moldova, de către Președintele Parlamentului sau de către Primul-ministru.
3) Din componența Consiliului Suprem de Securitate fac parte, din oficiu: Președintele Parlamentului, Prim-ministrul, președintele Comisiei securitate națională, apărare și ordine publică a Parlamentului, ministrul apărării, ministrul afacerilor interne, directorul Serviciului de Informații și Securitate al Republicii Moldova, Procurorul General și guvernatorul Băncii Naționale a Moldovei.
4) Președintele Republicii Moldova poate numi în calitate de membri ai Consiliului Suprem de Securitate și alte persoane cu funcții de răspundere.

## Actuala componență a CSS-ului
- Maia Sandu – Președinte al CSS-ului; Președinte al Republicii Moldova
- Stanislav Secrieru – Secretar al CSS-ului; Consilier prezidențial în domeniul apărării și securității naționale

Membri din oficiu:
- Igor Grosu – Președinte al Parlamentului Republicii Moldova
- Dorin Recean – Prim-ministru al Republicii Moldova
- Lilian Carp – Președinte al Comisiei parlamentare securitate națională, apărare și ordine publică
- Anatolie Nosatîi – Ministru al Apărării
- Daniella Misail-Nichitin – Ministru al Afacerilor Interne
- Alexandru Musteață – Director al Serviciului de Informații și Securitate
- Alexandru Machidon – Procuror General interimar al Republicii Moldova
- Anca Dragu – Guvernator al Băncii Naționale a Moldovei

Membri numiți:
- Mihai Popșoi – Viceprim-ministru, Ministru al Afacerilor Externe
- Roman Roșca – Viceprim-ministru pentru Reintegrare
- Cristina Gherasimov – Viceprim-ministru pentru Integrare Europeană
- Veronica Mihailov-Moraru – Ministru al Justiției
- Victoria Belous – Ministru al Finanțelor
- Veronica Roșca – Președinte al Comisiei parlamentare juridice, numiri și imunități
- Adrian Băluțel – Șef al Cabinetului Președintelui Republicii Moldova
- Serghei Diaconu – Șef al Cabinetului Prim-ministrului Republicii Moldova, consilier în domeniul cooperării externe
- Ana Revenco – Director al Centrului pentru Comunicare Strategică și Combatere a Dezinformării